# SAR超类群
SAR超类群又名HAR生物亚界（學名：Harosa），是一个真核生物分類單元，包括不等鞭毛生物（Heterokonta，又名Stramenopiles)、囊泡虫（Alveolates）和有孔虫（Rhizaria），“SAR”即為這三個分類單元的拉丁名稱首字母組合。
它包括大部分原屬於囊泡藻界的生物，但不包括Hacrobia。
本類群的為端丝虫门（Telonemia），二者一同組成TSAR超类群。

## 定義
SAR超类群被定義為“包含了有孔虫類比奇洛藻（Bigelowiella natans Moestrup & Sengco 2001）、囊泡虫類四膜虫（Tetrahymena thermophila Nanney & McCoy 1976）以及不等鞭毛類伪矮海链藻（Thalassiosira pseudonana Cleve 1873）的最小演化支”，由於這三個物種均為現生種，故SAR超类群依照此定義將會是一個“結點分支”或冠群。